# Biblioteca enologica di Barletta
La Biblioteca enologica di Barletta  è una biblioteca specialistica, con sede nella Palazzina Reichlein in viale Marconi 31.

## Storia
La biblioteca conserva tutto il patrimonio libraio e non attribuibile alla ex cantina sperimentale di Barletta, fondata nel 1879 e chiusa nel 2016, nonostante fosse stata la terza cantina sperimentale a nascere in Italia dopo quelle di Asti e Conegliano . Essa è ospitata nella Palazzina Reichlein e dispone di tre sale studio e di una area ristoro. 

## Patrimonio librario
La biblioteca dispone di un patrimonio libraio di circa 5000 volumi, oltre a una collezione di attrezzi d'epoca di enologia. 